# Wappen des Landkreises Merzig-Wadern
Das Wappen des Landkreises Merzig-Wadern ist seit 1966 das Hoheitszeichen des Landkreises. 

## Gestaltung
Das Wappen zeigt in geviertem Schild das Trierer Kreuz, den Lothringischen Adlerschild, eine Wolfsangel und den Luxemburgischen Löwen.

## Geschichte
Das Wappen wurde durch den Heraldiker Reinhold Junges gestaltet. Dabei nahm der Heraldiker Bezug auf die historischen Gegebenheiten im Kreisgebiet in der Zeit vor der Französischen Revolution.
Im rechten oberen Feld findet sich Trierer Kreuz. Dies symbolisiert die Zugehörigkeit der Ämter Saarburg und Grimburg zum Kurstaat Trier. Das Feld oben links zeigt den Adlerschild aus dem Wappen von Lothringen. Die rote Wolfsangel unten rechts entstammt dem Wappen der Familie von Soetern. Diese hatten im Hochgericht Wadern durch die Herrschaft Dagstuhl Besitz.    
Der doppelschwänzige rote Löwe entstammt dem Wappen des Großherzogtums Luxemburg. Er weist auf die ehemalige Herrschaft Luxemburgs im Gebiet um Perl hin. 
Die Genehmigung zur Führung des Wappens wurde mit Beschluss das Saarländische Innenministerium vom 1. Februar 1966 erteilt. Mit Urkunde vom 18. April 1989 wurde dem Landkreis Merzig-Wadern das Recht verliehen, die Farben Rot und Gelb als Kreisfarben zu führen.